# Le Mensonge d'une mère
Pour plus de détails, voir Fiche technique et Distribution.
Le Mensonge d'une mère (Catene) est un mélodrame italien réalisé par Raffaello Matarazzo en 1949.

## Synopsis
Naples. Rosa et Guglielmo, gérant d'un garage, sont un couple paisible et harmonieux. L'arrivée d'un client louche et de son acolyte Emilio, autrefois amoureux de Rosa, va perturber ce bel équilibre. Emilio tente de s'attirer l'amitié de Guglielmo afin d'agrandir le garage et d'en prendre progressivement le contrôle. Il exerce, en outre, un chantage et des pressions continuelles sur Rosa, la menaçant de révéler à son époux leur prétendue liaison passée. Rosa, désireuse de clarifier la situation, accepte un rendez-vous d'Emilio. Mais, Guglielmo les surveille, et, ivre de jalousie, finit par abattre Emilio. Il s'embarque ensuite pour l'Amérique, désireux d'échapper aux foudres de la Justice. Découvert et reconnu dans l'Ohio, il est ramené en Italie. Son avocat convainc Rosa de mentir au tribunal, en affirmant qu'elle cherchait à le quitter pour rejoindre Emilio. Ce faux aveu permet aux jurés de rendre un verdict de clémence à l'égard de Guglielmo. L'avocat lui dévoile alors la réalité des faits : celle de l'innocence de Rosa et du sacrifice qu'elle a consenti pour le sauver de l'emprisonnement. À son tour, Guglielmo accourt pour empêcher Rosa, son épouse, de commettre un acte de désespoir.

## Fiche technique
- Réalisation : Raffaello Matarazzo
- Scénario : Aldo De Benedetti, Nicola Manzari d'après un sujet de Libero Borio et Gaspare Di Majo.
- Photographie : Mario Montuori
- Musique : Gino Campesi
- Production : Labor, Titanus (Rome)
- Format : Noir et blanc
- Durée : 86 minutes
- Pays : Italie
- Genre : melodrame
- Année de réalisation : 1949
- Dates de sortie :
  -  Italie : 29 octobre 1949
  -  France : 16 mars 1951

## Distribution
- Amedeo Nazzari : Guglielmo
- Yvonne Sanson : Rosa
- Aldo Nicodemi : Emilio
- Roberto Murolo : un émigrant
- Aldo Silvani : l'avocat de la défense

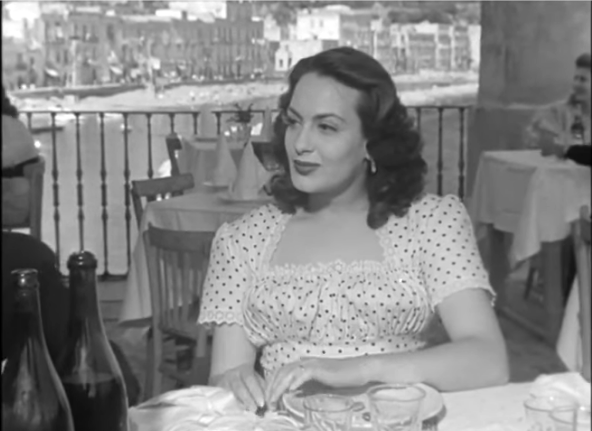
Yvonne Sanson.

- Teresa Franchini : La mère de Guglielmo

## Analyse
Au début des années cinquante, Raffaello Matarazzo envisage de réaliser son premier mélodrame. Ses collègues Mario Monicelli et Riccardo Freda l'y encouragent vivement. Sa première incursion dans le genre : Le Mensonge d'une mère se traduit par la troisième meilleure recette du box-office italien de l'année 1950. De fait, Matarazzo persévèrera sur ce chemin, en sorte que son nom demeurera - assez injustement - attaché au seul genre du mélodrame. Si, dans les scénarios des films de Matarazzo, l'aspect spécifiquement italien y apparaît naturellement, on décèle néanmoins une vision du mélodrame, "à travers la série Amedeo Nazzari/Yvonne Sanson, à la fois simple et quintessenciée, limpide et pourtant remarquablement subtile quant aux couches profondes de la psychologie sociale qu'elle réussit à atteindre." (Jacques Lourcelles)

## Le Mensonge d'une mèreet Yvonne Sanson
- Le couple Amedeo Nazzari-Yvonne Sanson constitua, avec celui formé par Marcello Mastroianni et Sophia Loren, le tandem le plus populaire du cinéma italien des années 1950-1960. Raffaello Matarazzo indique, pourtant, à propos d'Yvonne Sanson : "Elle ne savait pas jouer. Quand elle persistait à rester comme une statue de marbre, je prenais une baguette de bois et, à l'improviste, je lui frappais les jambes." (in : L'avventurosa storia del cinema italiano, p. 170). Les deux acteurs tourneront dans 5 autres films de Raffaello Matarazzo  : Fils de personne, Bannie du foyer, Qui est sans péché, Larmes d'amour,  La Femme aux deux visages.
- "Pour sauver son mari dans le cornélien Catene, elle doit même mentir devant le tribunal et confesser qu'elle lui a été infidèle. Le public du film sait qu'elle est innocente, mais le public de la salle du tribunal la croit coupable et son jugement n'est pas sans incidence sur la réaction globale du spectateur." (Luc Moullet, La Cascade des apogées in : Un'altra Italia. Pour une histoire du cinéma italien. Ed. Mazzotta, 1998)